# Aha!
Aha! – czeski dziennik. Należy do gazet typu tabloid. Jego dzienny nakład wynosi 79 tys. egzemplarzy (grudzień 2015).
Powstał w 2004 r.